# Samuel Womack
Samuel Womack III (Detroit, Míchigan, 7 de julio de 1999) más conocido como Samuel Womack, es un jugador profesional estadounidense de fútbol americano que se desempeña en la posición de cornerback en San Francisco 49ers, equipo de la National Football League (NFL).

## Carrera
Fue seleccionado en la quinta ronda en la Reunión Anual de Selección de Jugadores de la NFL de 2022. Hizo su debut profesional con el equipo San Francisco 49ers, donde lleva jugando dos temporadas.